# Ruizita
La ruizita es un mineral de la clase de los sorosilicatos. Fue descubierta en 1977 en una mina de Christmas en el condado de Gila, estado de Arizona (EE. UU.), siendo nombrada así en honor de Joe A. Ruiz, mineralogista estadounidense. Un sinónimo es su clave: IMA1977-007.

## Características químicas
Es un silicato hidroxilado e hidratado de calcio y manganeso. Su estructura es la de sorosilicato con los cationes en coordinación octaédrica o mayor.

## Formación y yacimientos
Se forma por enfriamiento de rocas cálcico-silicatadas a alta temperatura, bajo condiciones de oxidación. Aparece así en vetas y recubriendo superficies de fractura en calizas con metales.
Suele encontrarse asociado a otros minerales como: apofilita, kinoíta, junitoíta, wollastonita, grosularia, diópsido, vesubiana, calcita, calcopirita, bornita, esfalerita, smectita, pectolita, datolita, inesita, orientita o cuarzo.